# Kościół Miłosierdzia Bożego w Krakowie (Nowy Prokocim)
Kościół Miłosierdzia Bożego w Krakowie – kościół rzymskokatolicki należący do dekanatu Kraków-Prokocim archidiecezji krakowskiej na Osiedlu Nowy Prokocim przy ul. J. Kurczaba.
Kościół, a wcześniej kaplica, powstał w latach 1988–1999. Jest to budowla o wymiarach: 32 m. szerokości i 36 m. długości, ma ponad 1600 m² i może pomieścić do 3000 osób (700 miejsc siedzących).

## Parafia Miłosierdzia Bożego
Do parafii należą mieszkańcy ulic: Jerzmanowskiego, Kurczaba, Teligi, Konrada Wallenroda, Lilli Wenedy, Kozietulskiego oraz mieszkańcy bloków przy ulicy Księdza Piotra Ściegiennego. Na terenie parafii znajdują się również akademiki UJ przy ulicy Bandurskiego.

## Organy
W 2017 roku proboszcz parafii, do której należy kościół, ks. Józef Bizoń, podjął starania w kierunku sprowadzenia do świątyni organów piszczałkowych z innej parafii. Po konsultacjach z Archidiecezjalną Komisją Muzyki Kościelnej, w styczniu 2018 roku zadecydowano o budowie zupełnie nowych organów. W konkursie wyłoniono węgierską firmę AerisOrgona, specjalizującą się w tworzeniu stylistycznych kopii organów z konkretnych epok. Firma budowała organy w latach 2019–2020. Organy zostały poświęcone 2 grudnia 2021 roku przez metropolitę krakowskiego, abp. Marka Jędraszewskiego.
Instrument jest stylistyczną kopią organów Cavaillé-Colla, nawiązującą do francuskiego romantyzmu. Wyposażony jest w dźwignię Barkera, charakterystyczną dla instrumentów tego organmistrza..
Organy te są jedynym instrumentem w Polsce będącym wiernym odwzorowaniem organów francuskiego romantyzmu. Są także pierwszym powojennym instrumentem w Europie wykorzystującym dźwignię Barkera, co czyni je unikatowymi w skali całego kontynentu..
| Grand Orgue         | Positif             | Récit               | Pédale          |
| ------------------- | ------------------- | ------------------- | --------------- |
| Fonds               |                     |                     |                 |
| Bourdon 16'         | Flûte harmonique 8' | Bourdon 8'          | Bourdon 32'     |
| Montre 8'           | Cor de nuit 8'      | Viole de Gambe 8'   | Contrebasse 16' |
| Flûte harmonique 8' | Salicional 8'       | Voix céleste 8'     | Soubasse 16'    |
| Bourdon 8'          | Flûte douce 4'      | Flûte octaviante 4' | Flûte 8'        |
| Violoncelle 8'      | Prestant 4'         | Basson-Hautbois 8'  | Violoncelle 8'  |
| Prestant 4'         |                     | Voix humaine 8'     |                 |
| Anches              |                     |                     |                 |
| Doublette 2'        | Clarinette 8'       | Quint 2 2/3'        | Bombarde 16'    |
| Plein jeu V         | Trompette 8'        | Octavin 2'          | Trompette 8'    |
| Bombarde 16'        |                     | Trompette 8'        |                 |
| Trompette 8'        |                     | Clairon 4'          |                 |
| Clairon 4'          |                     |                     |                 |